# Skalka nad Váhom
Skalka nad Váhom (em húngaro: Vágsziklás) é um município da Eslováquia, situado no distrito de Trenčín, na região de Trenčín. Tem 8,68 km² de área e sua população em 2018 foi estimada em 1.181 habitantes.

## Demografia
| Ano:        | 1994 | 2004    | 2014   | 2024   |
| ----------- | ---- | ------- | ------ | ------ |
| Broj ljudi: | 974  | 1077    | 1173   | 1278   |
| Razlika:    |      | +10,57% | +8,91% | +8,95% |

| Ano:               | 2023 | 2024   |
| ------------------ | ---- | ------ |
| Número de pessoas: | 1226 | 1278   |
| Diferença:         |      | +4,24% |